# Backyardigans
Backyardigans (engelska: The Backyardigans) är en kanadensisk/amerikansk TV-serie från 2004, skapad av Nelvana Limited, Guru Studio och Nickelodeon Productions. Serien handlar om fem djur som i varje avsnitt fantiserar att deras bakgård blir till en äventyrsplats.

## Karaktärer
Var och en av de fem karaktärerna i serien har två röstskådespelare: en för tal och den andra för sång. I den engelska versionen är alla röstskådespelare och sångare barn.

## Avsnitt
| Säsong | Avsnitt | Namn på avsnitt               |
| ------ | ------- | ----------------------------- |
| 1      | 1       | Piratskatten                  |
| 1      | 2       | Djungeln hjärta               |
| 1      | 3       | Snömannen                     |
| 1      | 4       | Snöfästningen                 |
| 1      | 5       | Hemligt uppdrag               |
| 1      | 6       | Det är toppen att vara spöke  |
| 1      | 7       | Rida som vinden               |
| 1      | 8       | Nilens hemlighet              |
| 1      | 9       | Riddare är modiga och starka  |
| 1      | 10      | Vikingaresan                  |
| 1      | 11      | Skeppsbrutna                  |
| 1      | 12      | Nyckeln i maktens torn        |
| 1      | 13      | Jakten på den flygande stenen |
| 1      | 14      | Polkaparty                    |
| 1      | 15      | Surfdags                      |
| 1      | 16      | Eureka!                       |
| 1      | 17      | Jorden-runt-loppet            |
| 1      | 18      | Monsterdetektiver             |
| 1      | 19      | Grottfesten                   |
| 1      | 20      | Tedags                        |

| Säsong | Avsnitt | Namn på avsnitt                 |
| ------ | ------- | ------------------------------- |
| 2      | 1       | Uppdrag till Mars               |
| 2      | 2       | Samuraj-paj                     |
| 2      | 3       | Rädd för dig                    |
| 2      | 4       | Vem gjorde't?                   |
| 2      | 5       | Vulkansystrarna                 |
| 2      | 6       | Snöns hemlighet                 |
| 2      | 7       | Träskmonstret                   |
| 2      | 8       | Världens bästa ryttare          |
| 2      | 9       | Specialtransport                |
| 2      | 10      | Internationell topp-agent del 1 |
| 2      | 11      | Internationell topp-agent del 2 |
| 2      | 12      | Flyttarna i Arabien             |
| 2      | 13      | Polis och robot                 |
| 2      | 14      | Sinbad seglar ensam             |
| 2      | 15      | Bästa clownerna i stan          |
| 2      | 16      | Vi räddar dig                   |
| 2      | 17      | I havets djup                   |
| 2      | 18      | Senaste nytt                    |
| 2      | 19      | Fånga fjärilen                  |
| 2      | 20      | Ett jätteproblem                |